# Bert Van De Vliet
Albert Eugeen August (Bert) Van De Vliet (Westerlo , 15 juli 1917 - 30 maart 2007) was een Belgisch kajakker. 

## Levensloop
Van De Vliet vertegenwoordigde België tweemaal op de Olympische Spelen, met name in 1948 te Londen en in 1952 te Helsinki. Op beide edities vormde hij er een team met René Van den Berghen op de K2 1000 meter. Het duo werd telkens uitgeschakeld in de eerste ronde.